# Abdoulaye Fall (1969)
Ne doit pas être confondu avec Abdoulaye Fall.
Pour les articles homonymes, voir Fall.
Abdoulaye Fall, né le 31 janvier 1969 à Bambey (Sénégal), est un inspecteur du trésor public et dirigeant de football sénégalais.

## Biographie
Abdoulaye Fall est un homme politique et dirigeant sportif sénégalais né le 31 janvier 1969 à Bambey. Il est diplômé de l'école nationale d'administration et est inspecteur de trésor public. Abdoulaye Fall a eu à occuper au cours de sa carrière de 30 ans des responsabilités de haut niveau dans la gestion de la trésorerie de l’Etat dans plusieurs localités comme Bambey, Louga, Diourbel, Ziguinchor. 
Il est président de la Ligue régionale de football de Diourbel et du club de football de AS Bambey qui évolue en Ligue 2. Après plusieurs années dans l’ombre au sein du Comité exécutif (COMEX) de la Fédération sénégalaise de football (FSF), l’inspecteur du Trésor Abdoulaye Fall gravit les échelons en prenant les commandes de l’instance dirigeante du football sénégalais en août 2025 succédant à Augustin Senghor. Il devient la 19e personne à occuper la tête de la fédération sénégalaise de football depuis sa création en 1960.